# Hendon
Hendon è un sobborgo londinese nel Borough of Barnet, a 11 chilometri (7 mi) a nord-ovest di Charing Cross. Hendon era un'antica parrocchia nella contea di Middlesex e fa parte della Grande Londra dal 1965. Hendon aveva una popolazione di 52 972 abitanti nel 2011 e comprende i distretti di Hendon, Hendon West e Colindale.

## Storia
| 1881                                                           | 10 484   |
| 1891                                                           | 15 843   |
| 1901                                                           | 22 450   |
| 1911                                                           | 38 806   |
| 1921                                                           | 56 013   |
| ◄ Incorporazione della parrocchia di Edgware                   |          |
| 1931                                                           | 115 682  |
| 1941                                                           | guerra # |
| 1951                                                           | 155 857  |
| 1961                                                           | 151 843  |
| # non è stato effettuato alcun censimento a causa della guerra |          |
| origine: censimento del Regno Unito                            |          |

Hendon è stata storicamente una parrocchia civile nella contea di Middlesex. Il maniero è descritto nel Domesday (1087), ma il nome 'Hendun' - che significa 'alla collina più alta' - è di origine precedente. Testimonianze di insediamenti romani sono state scoperte da membri della Hendon and District Archaeological Society e da altri; una sepoltura ad urna di un bambino senza testa è stata trovata nel Sunny Hill Park.
La Midland Railway e la Great Northern Railways furono costruite attraverso Hendon nel 1860. La metropolitana (linea Northern) arrivò a sud di Golders Green nel 1907, poi fu estesa a Hendon Central, Colindale e Edgware nel 1923/24.
Gran parte dell'area si è sviluppata in un sobborgo di Londra e ora l'area è in gran parte edificata con qualche eccezione per la campagna nella zona di Mill Hill, come i campi da gioco di Copthall. L'industria di Hendon si sviluppò a partire dagli anni 1880 ed era per lo più incentrata sulla produzione, che comprendeva lavori automobilistici e aeronautici. Nel 1931 la parrocchia civile di Edgware fu abolita e la sua area fu aggiunta alla grande parrocchia civile di Hendon.
Hendon è diventato un distretto urbano nel 1894. Nel 1932 il distretto urbano divenne il distretto municipale di Hendon. Il municipio fu abolito nel 1965 e l'area divenne parte del London Borough of Barnet.
La principale attrattiva di Hendon è l'aerodromo di Hendon, che ora è il RAF Museum. L'area è strettamente associata al pioniere aviatore Claude Grahame-White. Un'altra parte del sito dell'aerodromo è l'Hendon Police College, il centro di formazione della polizia metropolitana. Il Metropolitan Police Book of Remembrance è esposto al centro dell'ingresso della Simpson Hall. C'è anche un giardino commemorativo.
Si tratta di un ex borough e antica parrocchia. Il nome significa luogo più alto o basso, e il motto di Hendon è Endeavour. Su The Burroughs si trova il municipio per il London Borough of Barnet, nonché il sede della Middlesex University Business School.
Il fiume Brent attraversa Hendon. Il 30 novembre 2009 l'agenzia per l'ambiente ha avvertito i residenti delle inondazioni lungo il fiume Brent da Hendon a Brentford, dopo una giornata di forti piogge. Diversi locali sono stati temporaneamente inondati a Brentford e Perivale.

### Church End

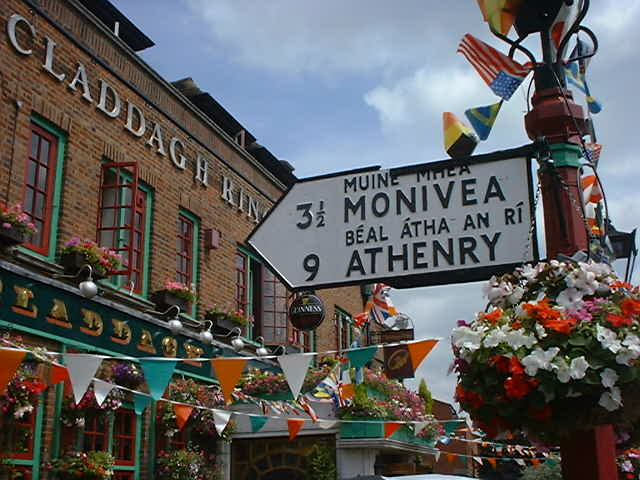
Il pub Claddagh Ring

Hendon and District Archaeological Society hanno trovato un certo numero di interessanti reperti romani a Church End ma niente di convincente, e l'insediamento sassone vicino alla St Mary's Church potrebbe non essere una continuazione del suo predecessore romano. Nel Domesday viene citato un sacerdote, e un edificio ecclesiastico è stato documentato nel 1157. Il tessuto più antico della chiesa attuale è del XIII secolo. La torre di 15 metri (50 ft) (circa del 1450) fu restaurata minuziosamente nel XVIII secolo quando fu aggiunta la banderuola a forma di "Agnello e bandiera", il distintivo di San Giovanni.
Tuttavia, la chiesa è dedicata a St Mary, un enigma che ancora oggi sfida gli storici locali. Potrebbe essere un segno del culto (eretico) di Maria Maddalena che si dice sia stato promosso dai templari e dai loro successori. Estensioni sul lato orientale realizzate tra il 1913-15 su progetto dell'architetto Temple Moore hanno notevolmente ampliato la chiesa.
Sir Thomas Stamford Raffles, fondatore del Singapore nel 1819, è sepolto nella chiesa. Un'altra tomba degna di nota nel cimitero è quella del direttore di calcio Herbert Chapman che ha avuto un grande successo come responsabile di Northampton Town, Leeds City, Huddersfield Town e infine dell'Arsenal prima della sua morte improvvisa per polmonite nel 1934. Bram Stoker potrebbe aver avuto in mente il cimitero di St Mary quando ha creato l’immaginaria Kingstead, il luogo di riposo di Lucy Westenra, nel suo libro Dracula. Tuttavia, il cimitero di St Mary è anche il luogo di riposo di uno spirito più benigno, Emily la moglie di Coventry Patmore, la modella per la poesia The Angel in the House (1854), e su cui si basa l'ideale vittoriano di domesticità The Angel of the Hearth.
Adiacente alla chiesa in cima alla Greyhound Hill si trova il pub Greyhound, che fu ricostruito nel 1898. Originariamente chiamato Church House, fu usato per le riunioni di sagrestia dal 1600 al 1878. Nel 1676 la locanda, ormai nota come il Greyhound, bruciò in un incendio. Nel 1855 fu istituito un corpo dei vigili del fuoco, ribattezzato nel 1866 corpo dei vigili del fuoco volontari di Hendon, e in un edificio vicino alla chiesa fu tenuta una macchina dei pompieri manuale.
Più ad ovest, adiacente al pub Greyhound, si trova l'edificio più antico di Hendon, una casa colonica del XVII secolo che divenne l'ex Church Farmhouse Museum (1955-2011), ora parte del campus della vicina università del Middlesex.
Il pub Claddagh Ring, originariamente conosciuto come The Midland Arms, in Church Road, Hendon, si trova a poco più di nove miglia da Athenry (vedi foto). Il cartello è autenticamente irlandese, dando piacere ad una significativa comunità irlandese in questa zona. Un altro pub, il Midland Hotel, vicino alla stazione di Hendon, fu aperto nel 1890 dalla The Midland Railway Company per un ristoro ai pendolari che utilizzano la Midland Railway. All'epoca in cui entrambi i pub erano aperti, The Midland Arms (The Claddagh Ring) era conosciuto come The Upper Midland e The Midland Hotel era conosciuto come The Lower Midland. Il collegamento irlandese con Hendon risale almeno all'inizio del XIX secolo, quando molti vennero per produrre il fieno, per il quale Hendon era famoso a quel tempo.

### Il Burroughs

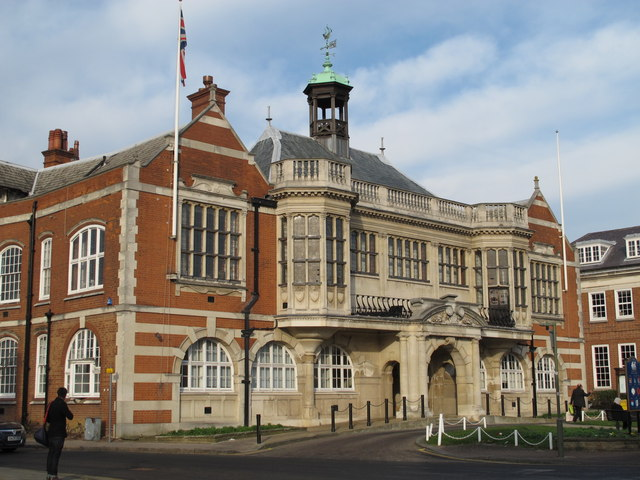
Municipio di Hendon

The Burroughs è stato un borgo distinto fino al 1890, conosciuto dal 1316 al XIX secolo come "the burrows" ("le tane"), che senza dubbio si riferiva originariamente alla conservazione delle riserve di conigli. Dopo lo scoppio della mixomatosi nel Regno Unito negli anni '50, i conigli sono stati cacciati fuori dalla zona utilizzando macchine a vapore.

### Parson Street e Holders Hill
Nel corso del XVIII secolo, una parte della proprietà circostante Hendon Place è stata messa all'asta per le grandi case, con gran parte del terreno utilizzato per la costruzione di altre ville. Di questi, Hendon Hall (ora un hotel di proprietà di Hand Picked Hotels), costruito nel 1756 all'angolo di Ashley Lane, è l'ultimo rimasto e forse il più noto. L'ipotesi che David Garrick, l'attore, visse qui mentre era signore del maniero (1765-79) è senza fondamento. Un piccolo obelisco nel giardino dell'hotel dedicato a William Shakespeare e David Garrick si trovava originariamente in Manor Hall Road fino al 1957. Un dipinto a soffitto realizzato da Giambattista Tiepolo, Olympia and the Four Continents, fu scoperto nel 1954, ora esposto nel Met; altri due grandi dipinti a soffitto sono ancora in mostra nella casa.
Il sig. Somerville ha sistemato Waverley Grove e Tenterden Grove nel 1860, alla fine del XIX secolo la tenuta ha visto un ulteriore sviluppo da parte di C.F. Hancock, incluse le case. In Parson Street, St Swithans è stato per molti anni un convento e casa di formazione delle Suore di Nazareth, oggi è una scuola ebraica. Più a nord si trova la Holders Hill House, ora Hasmonean High School.

### Hendon Central
Questa zona trafficata intorno a un importante nodo stradale contiene una serie di negozi e la stazione centrale della metropolitana di Hendon.

### Zona di Brent Street
Brent Street faceva parte di una strada a nord di Londra, e al Quadrant è presente una pietra di sette miglia - l'ultima prova fisica della strada – che è incastonata in un muro. Gran parte del piccolo borgo originario di Brent Street, che esisteva almeno dal 1613, bruciò in un incendio nel 1861. Brent Street aveva una pompa parrocchiale, che nel 1818 era fuori uso a causa dei numerosi viaggiatori assetati che percorrevano la strada, dal 1796 fu posizionata una gabbia per i criminali (rimossa poi nel 1883), che si trovava all'incrocio tra Brent Street e Bell Lane ed è ora commemorata da una targa blu fuori dal bagno pubblico. Nel 1850 c'erano almeno 13 negozi in Brent Street.
I congregazionalisti costruirono una cappella (1855) e una scuola in New Brent Street (1856), che in seguito si trasferì e divenne la Bell Lane Board School (1901). Tenby House è l'ultima delle tre grandi proprietà costruite tra Finchley Lane e Victoria Road. Il Victoria Estate è stato realizzato intorno a Victoria e Stratford Roads tra il 1870 e il 1880. Il calciatore e giocatore di cricket Denis Compton ha vissuto al n°20 di Alexandra Road, inoltre ha frequentato la scuola elementare di Bell Lane. New Brent Street era l'indirizzo dell'ufficio della polizia locale nel 1855 (una stazione successiva, vicino all'ufficio postale all'angolo di Brampton Grove e risalente al 1884, fu demolita nel 2002). Christ Church è stata aperta nell'ottobre 1881 come cappella di facile accesso per la chiesa di St Mary, diventata poi parrocchia nel 1923.
Nel corso del XX secolo, nella zona sono state create alcune piccole fabbriche. La più grande era la Tilley Lamps Ltd (1915-1961), che impiegava circa 300 persone e produceva lampade a pressione con paraffina (chiamate in modo affascinante Aladdin negli anni '30). Nel dicembre 1969 fu concessa l'autorizzazione edilizia per lo sviluppo di una nuova area commerciale in Brent Street chiamata Sentinel Square, al costo di 1,5 milioni di sterline, e nel giro di un anno il vecchio pub Rose and Crown, il Classic Cinema (un tempo chiamato Gala), e alcuni negozi furono sostituiti da una serie di negozi modernisti e da un supermercato Tesco. L'Odeon al Quadrant fu aperto nel 1939 in quello che era stato il Cook's Corner in Parson Street, venne abbattuto nel 1979 e il sito venne ristrutturato per l'edilizia abitativa.
Salisbury Plain è un pezzo di terra desolata di fronte a The Load of Hay (un pub demolito nel 2004), dove gli animali destinati a Smithfield venivano rinchiusi durante la notte. Il pub era stato uno dei preferiti di Peter Mandelson in gioventù. C'è una piccola serie di case del XVIII secolo lungo Shirehall Lane, due con placche di fuoco. Si dice che la Penfold House in Brent Street (non lontano dal sito di The Load of Hay) sia stata costruita nel 1713. Si ritiene che fosse stata una loggia per gli allevatori che portavano il bestiame fino a Londra, ed era conosciuta come Albert Cottage fino al 1923.
Vicino a Brent Green c'era la Goodyers House (demolita nel 1934), che prende il nome da un'importante famiglia Hendon. Ora è un vicolo cieco chiamato Goodyers Gardens con circa 10 o 11 case. Il numero 11 era la casa principale quando c’era ancora la Goodyers House. Hendon Park è stato disposto su Step Fields, parte della tenuta di Goodyers House, ed è stato aperto come Queen's Park nel 1903. Nel luglio 1940 c'è stato un raduno di propaganda particolarmente grande tenutosi a Hendon Park - "Rout the Rumour", il primo del suo genere in Inghilterra. Hendon House era la casa di John Norden, il famoso cartografo del XVI secolo, ma fu demolita e sostituita dalla Hendon School.
Poco più a valle della strada si trova un piccolo complesso gotico chiamato Alma White Centre. Nel 1893 il reverendo W.H. Seddon, segretario onorario dell'Esercito della Chiesa, acquistò Fosters, in Brent Street, con l'intenzione di costruire "una casa di soccorso (per le donne bisognose), con annessa una cappella". Il sito divenne la St Saviour's Homes nel 1897, occupandosi di donne "deboli di mente". Nel 1926 fu rilevata dalla Pillar of Fire Society come collegio biblico, scuola e cappella. Questo sito è stato ristrutturato in "The Pillar", hotel con boutique e suite per ricevimenti.

## Demografia e religione
Secondo il censimento del 2011 nel distretto di Hendon, il 64% della popolazione era bianca, con i britannici il gruppo più numeroso (39%), seguiti da altri bianchi (23%). Il 7% era indiano, 6% africano, 5% asiatico e 4% cinese. Religiosamente, il 32% era cristiano e il 31% ebreo.

## Infrastrutture e trasporti
Hendon è servita dalla stazione centrale della metropolitana di Hendon sulla linea Northern (zona 3/4 della rete metropolitana di Londra) e dalla Stazione ferroviaria di Hendon sul servizio Thameslink della National Rail.
Inoltre, numerose linee di autobus collegano il Brent Cross Shopping Centre al West End di Londra e al nuovo Wembley Stadium. Gli autobus partono da sud fino al central London e da nord fino a Watford Junction.
Numerose compagnie di minicab operano all'interno di Hendon. Le strade principali che attraverso Hendon sono la A1 (Great North Road); la A41 (North Western Avenue), e vari tratti chiamati Hendon Way e Watford Way così come la A406 (North Circular Road); gli ultimi due hanno un incrocio che si chiama Brent Cross flyover ed è conosciuto come una macchia nera del traffico.
Più a nord si trova l'aerodromo di Hendon in un'area di Hendon ora conosciuta come Colindale. Era famoso per la prima consegna della posta aerea, la prima discesa con paracadute da un aereo a motore, i primi voli notturni e la RAF ha fornito la prima difesa aerea di una città durante la seconda guerra mondiale. Si ritiene che la prima vittima nella battaglia di Gran Bretagna sia stato un pilota della RAF Hurricane. L’aerodromo ha chiuso ai voli nel 1968 ed è ora sede del RAF Museum, così come fa parte dei complessi residenziali di Grahame Park e Beaufort Park.

## Scuole
Le scuole secondarie della zona includono la Hendon School, la Hasmonean School e la St Mary's and St John's CE School. Il Brampton College è un college privato di sesto grado situato nella zona. Hendon è anche sede della Middlesex University.

## Sport
Hendon è la sede del club di rugby Saracens FC, ad Allianz Park, ex Copthall Stadium. Oltre a Saracens si trova l'Hendon RFC, la squadra locale di rugby amatoriale. La squadra di calcio locale è l'Hendon F.C. e fino a poco tempo fa c'era una squadra locale di atletica leggera. Hendon ha anche un golf club e un centro ricreativo. Il club di hockey femminile locale è l'Hendon & Mill Hill Hockey Club.